# 松西町
松西町（まつにしちょう）は、愛知県名古屋市西区の地名。

## 歴史

### 沿革
- 1934年（昭和9年）1月15日 - 西区栄生町の一部により、同区松西町が成立[3]。
- 1987年（昭和62年）10月12日 - 西区枇杷島一丁目・枇杷島二丁目にそれぞれ編入される[4]。
- 1994年（平成6年） - 廃止。